# Eleição municipal de Santa Luzia (Minas Gerais) em 1996
A eleição municipal de Santa Luzia em 1996 ocorreu em 3 de outubro do mesmo ano. O prefeito Wilson de Souza Vieira (PTB) terminaria seu mandato em 1 de janeiro de 1997. Carlos Alberto Calixto (PSC) foi eleito prefeito de Santa Luzia.

## Candidatos
|  | Nº | Candidato(a) a prefeito | Candidato(a) a prefeito                                      | Candidato(a) a vice-prefeito | Candidato(a) a vice-prefeito                      | Coligação                                              |
|  | -- | ----------------------- | ------------------------------------------------------------ | ---------------------------- | ------------------------------------------------- | ------------------------------------------------------ |
|  | 13 |                         | Rocival Lyrio (PT) Rocival Lyrio de Araújo                   |                              | n/d                                               | Sem coligação - Partido dos Trabalhadores (PT)         |
|  | 14 |                         | Cláudio Maciel (PTB) Cláudio de Faria Maciel                 |                              | n/d                                               | Sem coligação - Partido Trabalhista Brasileiro (PTB)   |
|  | 20 |                         | Carlos Alberto Calixto (PSC) Carlos Alberto Parrillo Calixto |                              | José Raimundo Delgado (PSC) José Raimundo Delgado | Sem coligação - Partido Social Cristão (PSC)           |
|  | 25 |                         | Antônio Costa (PFL) Antônio Teixeira da Costa                |                              | n/d                                               | Sem coligação - Partido da Frente Liberal (PFL)        |
|  | 44 |                         | Ricardo Campos (PRP) Ricardo Campos da Costa                 |                              | n/d                                               | Sem coligação - Partido Republicano Progressista (PRP) |

## Resultado da eleição para prefeito
| 1º Turno 3 de outubro de 1996 | 1º Turno 3 de outubro de 1996 | 1º Turno 3 de outubro de 1996 | 1º Turno 3 de outubro de 1996 |
| Candidato(a)                  | Vice                          | Votação                       | Votação                       |
| Candidato(a)                  | Vice                          | Total                         | Porcentagem                   |
| ----------------------------- | ----------------------------- | ----------------------------- | ----------------------------- |
| Carlos Alberto Calixto (PSC)  | José Raimundo Delgado         | 23.749                        | 36,69%                        |
| Cláudio Maciel (PTB)          | n/d                           | 22.267                        | 34,40%                        |
| Antônio Costa (PFL)           | n/d                           | 10.880                        | 16,81%                        |
| Rocival Lyrio (PT)            | n/d                           | 7.271                         | 11,23%                        |
| Ricardo Campos (PRP)          | n/d                           | 288                           | 0,44%                         |
| Total de votos válidos        | Total de votos válidos        | 64.455                        | 100,00%                       |
| Votos apurados                |                               |                               |                               |
| Votos válidos                 | Votos válidos                 | 64.455                        | 85,59%                        |
| Votos em branco               | Votos em branco               | 2.998                         | 3,98%                         |
| Votos nulos                   | Votos nulos                   | 7.850                         | 10,43%                        |
| Total de votos apurados       | Total de votos apurados       | 75.303                        | 100,00%                       |
| Eleitores                     |                               |                               |                               |
| Comparecimento                | Comparecimento                | 75.303                        | 86,55%                        |
| Abstenções                    | Abstenções                    | 11.700                        | 13,45%                        |
| Total de eleitores            | Total de eleitores            | 87.003                        | 100,00%                       |